# Capricho árabe
Capricho árabe es una composición para guitarra clásica escrita por el compositor español Francisco Tárrega en 1892, tras un largo viaje por Andalucía y el norte de África. Estuvo dedicada a su amigo, el musicólogo y compositor Tomás Bretón.
Ha sido interpretada y grabada en innumerables ocasiones por la mayor parte de los guitarristas clásicos, como Andrés Segovia y Narciso Yepes.
El día 15 de diciembre de 1909, en la ciudad de Castellón, durante el entierro de Tárrega, tres bandas de música se dispusieron alrededor del féretro del compositor e interpretaron solemnemente el Capricho Árabe. Los que presenciaron el acto, lo recordaron como uno de los instantes más emotivos de sus vidas.

El violista italiano Marco Misciagna ha arreglado y publicado esta pieza para viola sola, interpretándola en sus conciertos.